# Robert E. Fleming
Robert Edward Fleming (1936-) es un crítico literario estadounidense, conocido por sus trabajos en torno a la obra de Ernest Hemingway, aunque también ha realizado una intensa labor en el estudio de los autores afroamericanos. Es profesor emérito de inglés en la Universidad de Nuevo México. En 2005 fue coeditor (junto con Robert W. Lewis) de una edición académica sobre la obra de Hemingway, Under Kilimanjaro.

 También fue coeditor de la revista American Literary Realism 1870-1910 desde 1986 a 1996.

## Publicaciones
- Fleming, Robert E (30 de julio de 1996). The Face in the Mirror: Hemingway's Writers. Boise State University Western Writers Series (en inglés). Tuscaloosa, AL 35487-0380: University Alabama Press. p. 208. ISBN 978-0-8173-0864-3. ISBN 0-8173-0864-4.
- — (julio de 1986). Charles F. Lummis (Paperback). Boise State University Western Writers Series (en inglés). Boise, Idaho 83725: Boise State University. p. 53. ISBN 978-0-88430-074-8. ISBN 0-88430-074-9.
- — (julio de 1987). James Weldon Johnson (Hardcover). Twayne's United States Authors Series (en inglés). Twayne Publishers. pp. 123. ISBN 978-0-8057-7491-7. ISBN 0-8057-7491-2.

- — (4 de septiembre de 1978). James Weldon Johnson and Arna Wendell Bontemps (Hardcover). A reference publication in literature (en inglés). Farmington Hills, MI: G. K. Hall & Company. pp. 149. ISBN 978-0-8161-7932-9. ISBN 0-8161-7932-8.

- — (1980). Sinclair Lewis, a reference guide (Hardcover). A reference publication in literature (en inglés). Farmington Hills, MI: G. K. Hall. pp. 240. ISBN 978-0-8161-8094-3. ISBN 0-8161-8094-6.

- — (22 de noviembre de 1978). Willard Motley (Hardcover). U.S.Authors (en inglés). Boston: Twayne Publishers. pp. 168. ISBN 978-0-8057-7207-4. ISBN 0-8057-7207-3.

- — (15 de septiembre de 2005).  Lewis, Robert W; Fleming, Robert E, eds. Under Kilimanjaro (Hardcover) (en inglés). Kent OH 44242: Kent State University Press. p. 456. ISBN 978-0-87338-845-0. ISBN 0-87338-845-3.